# Heleioporus eyrei
Heleioporus eyrei – gatunek płaza bezogonowego z rodziny Limnodynastidae występujący endemicznie w południowo-zachodniej Australii. Dorasta do 6,5 cm długości i ma dobrze zbudowane ciało w ciemnobrązowym lub szarym kolorze. Do rozrodu dochodzi w wykopanych przez samca norach, z których następnie kijanki wymywane są do większych zbiorników wodnych. Gatunek najmniejszej troski (LC) w związku z m.in. szerokim zasięgiem występowania i dużymi rozmiarami populacji.

## Wygląd
Gatunek ten dorasta do 6,5 cm i cechuje się dobrze zbudowanym ciałem z krótkimi kończynami. Grzbiet ciemnobrązowy lub szary, pokryty białymi lub jasnoszarymi plamkami. Brzuch jasnokremowy. Po bokach ciała za kończyną przednią widoczne są żółte paski. Skóra chropowata. Samce cechują się większymi kończynami przednimi, brak u nich również modzeli godowych występujących u innych przedstawicieli rodzaju Heleioporus.

## Zasięg występowania i habitat
Endemit. Występuje wyłącznie w południowo-zachodniej Australii Zachodniej wzdłuż wybrzeża od terenów położonych nieco na północ od rzeki Irwin, na południe i następnie na wschód do Cape Arid, na wysokościach bezwzględnych 0–600 m n.p.m. Spotykany także na wyspach Rottnest i Bald. Zasięg występowania (Extent of Occurrence, EOO) wynosi około 298 000 km². Podczas okresu godowego gatunek ten spotykany jest na terenach bagnistych cechujących się piaszczystą glebą. Podczas pozostałych miesięcy płaz ten częściej widywany jest w buszu. Najgorętsze okresy roku spędza najprawdopodobniej zagrzebany w wilgotnej glebie. Żywi się bezkręgowcami.

## Rozmnażanie i rozwój
Samce nawołują od kwietnia do maja. Przed początkiem zimy samce wykopują nory na terenach nizinnych, w których następnie dochodzi do ampleksusu. Samice składają 80–500 jaj na dnie nory w wilgotnej glebie. Po zalaniu nory przez wzrastający poziom wody kijanki wydostają się z jaj i wypływają z nory. Do przeobrażenia dochodzi po 2–3 miesiącach.

## Status
Gatunek najmniejszej troski (LC) w związku z szerokim zasięgiem występowania, dużymi rozmiarami populacji i brakiem zagrożeń prowadzących do spadku populacji.